# Макеево (Николаевская область)
Макеево (укр. Макієве) — село в  Первомайском районе Николаевской области Украины.
Основано в 1795 году. Население по переписи 2001 года составляло 86 человек. Почтовый индекс — 56340. Телефонный код — 5135. Занимает площадь 0,363 км².

## Местный совет
56340, Николаевская область, Врадиевский р-н, с. Великовесёлое, ул. Тихая, 13